# 88-ма стрілецька дивізія (СРСР)
88-ма стрілецька Вітебська Червонопрапорна орденів Суворова та Кутузова дивізія (88 сд) (рос. 88-я стрелковая Витебская Краснознамённая орденов Суворова и Кутузова дивизия) — військове з'єднання, стрілецька дивізія сухопутних військ Червоної армії, що існувала за часів Другої світової війни.

## Історія
88-ма стрілецька дивізія двічі формувалася у складі Червоної армії. Перше формування відбулося в контексті підготовки до вторгнення до Фінляндії. Під час Зимової війни проти цієї країни дивізія брала активну участь у боях навколо Салли.
На першому етапі німецько-радянської війни дивізія зіграла велику роль у стримуванні, а потім відбитті наступу фінського III армійського корпусу під час операції «Зільберфукс». Протягом військових дій восени 1941 — березні 1942 року 88-ма стрілецька дивізія вела позиційну війну на Карельському фронті. 17 березня 1942 року дивізія перейменована на 23-ю гвардійську стрілецьку дивізію.
У квітні 1942 року в районі Кімри розпочалося друге формування 88-ї стрілецької дивізії на основі 39-ї стрілецької бригади. Незабаром дивізію включили до складу 31-ї армії Західного фронту і вона залишалася у цій армії до кінця війни. 88-ма дивізія брала участь у запеклих та в основному безрезультатних боях навколо Ржева взимку 1942/43. Літом 1943 року билася під час літнього наступу, в ході якого був звільнений Смоленськ. Протягом наступної осені з'єднання зазнало важких втрат, оскільки Західний фронт неодноразово намагався пробити шлях до Орші.
Навесні 1944 року, після відновлення боєздатності, дивізію передали до складу сил 3-го Білоруського фронту, брала участь в операції «Багратіон». За бойові заслуги 88-ма стрілецька дивізія була нагороджена орденом Червоного Прапора та їй присвоєне звання «Вітебська». Під час цього наступу вона дійшла до кордону Східної Пруссії і здобула другу нагороду в невдалій Гумбіннен-Гольдапській операції. У січні 1945 року під час Східно-Прусської операції 88-ма дивізія досягла стійкого прогресу, врешті-решт отримавши свій третій орден після боїв у Гайлігенбайлському мішку. Після боїв у Східній Пруссії 31-ша армія була перекинута на південь до Чехословаччини, де 88-ма дивізія закінчила війну маршем на Прагу. Літом 1945 року дивізія була розформована.